# Черчик
Че́рчик — село в Україні, в Яворівському районі Львівської області. Населення становить близько 800 осіб. Орган місцевого самоврядування — Яворівська міська рада.
Школа на 110 учнів. Середня освіта — 9 класів. Дім культури.
Село Черчик входить до складу Рогізнянської сільської ради Яворівського р-ну, Львівської області. Село розташоване  за 6 км на південний захід від Яворова і на 12 км від залізничної станції Хоросниця, на висоті 350—400 м від рівня моря. Черчик знаходиться в зоні мішаних лісів. Клімат помірно-континентальний, відносно м'яка зима, волога весна, тепле літо та осінь, середня кількість опадів приблизно 622 млн\на рік. За своїм географічним положенням с. Черчик входить в систему гористого Розточчя. Здавна землі с. Черчик славилися красою лісів, які його оточують.

## Топоніми
Перша згадка про село сягає кінця ХV ст. На північному сході сучасної України жило плем'я «Черче» (сучасна вулиця Дубина), Звідси можна зробити висновок і пішла назва с. Черчик.

## Історія
Археологічна експедиція Львівського державного університету впродовж кількох останніх років веде розкопки давніх поселень і вже досліджено декілька. Особливо викликають інтерес східно-словянські селища, що існували в ІХ-ХІІІст. Селища складались лише з кількох дворів їх мешканці займалися рільництвом розведенням свійської худоби допоміжними промислами. Разом з тим в деяких з них значного розвитку набуло ремісничого характеру залізодобувне виробництво. Одне з таких ремісничих селищ знаходилось на північній околиці сучасного Черчика, поблизу перетину доріг Яворів — Судова Вишня. Тут було одне житло металурга з глиняною піччю і домашнім посудом. Поблизу знаходилось п'ять виробничих приміщень, де залізна руда підсушувалася на глиняних майданчиках.
Інше селище розташоване за 4 км на схід від Черчика при перетині доріг Яворів-Судова Вишня і Прилбичі — Черчик. Його досліджено на великій площі, що дало можливість відтворити картину життя в ньому. Тут були будівлі двох типів: житлові і ремісничі. Це невеликі будинки з втопленою в землю нерівною долівкою та глиняною піччю. Тут переважали побутові речі: глиняні горщики, залізні ножі, кістяні проколки. Разом з тим в деяких обійстях знаходяться шматки шляхів, краплі застиглого геометалу. В центральній частині селища знаходиться досить великий горн. Та, на жаль, він виявився досить зруйнованим, що не дало детально відтворити його конструкцію.
Добування заліза в цей час було широко розповсюджене на правому березі р. Бураївка, що є природною межею між селами Черчик і Віжомля. Колись цей берег річки був краще обжитий ніж тепер.
В ХІІ-ХІV ст. територія сучасного Черчика входила до складу Київської Русі. В ХІІ-ХІV ст., після роздробленості Київської Русі, землі сучасного Черчика входили до складу Галицько — Волинського князівства. Для економічного піднесення його мали значення такі фактори: добрі природні умови, приплив населення з Надніпров'я, віддаленість від половців, зростання торговельних зв'язків з Західною Європою.
В ХІV ст. Галичину захопила Польща. Яворівщина опинилася під гнітом  польських панів(1349—1379р) З 1370—1387 р. галицькі землі перебувають у складі Угорщини. В 1387 р. Польща знову захоплює галицькі землі. Вся сучасна Львівщина, в тому числі землі сучасного Черчика, опинилися під ярмом  польських феодалів, які жорстоко  гнобили населення  нашого  краю. З того часу постійно наші землі перебували під гнітом Угорщини і Польщі. Австро Угорщина та польський окупаційний режим гальмували розвиток економіки, культури, освіти на землях нашого краю. Посилився соціальний і національний гніт. Особливо важких форм набув кріпосний гніт на селі. Панщина досягала 6 днів на тиждень. Селян презирливо називали «хлопами».

Землі сучасного Черчика до 90-х років  входили  до колгоспу «Правда», центральна садиба якого знаходилася в с. Рогізно. Це багатогалузеве господарство вирощувало зернові, технічні, кормові культури. Тваринництво — м'ясо-молочного напрямку. В с. Черчик була бригада, в розпорядженні якої було 700 га сільськогосподарських угідь, 500га орної землі. Спеціалізація бригади — тваринно-зернового напрямку. В селі була ферма по відгодівлі рогатої худоби, яку обслуговували жителі нашого села. На орних землях вирощували кормові та технічні культури. За успіхи в сільськогосподарському виробництві нагородженні урядовими нагородами: Линда Степанія Якимівна, Вус Степан Миколайович.

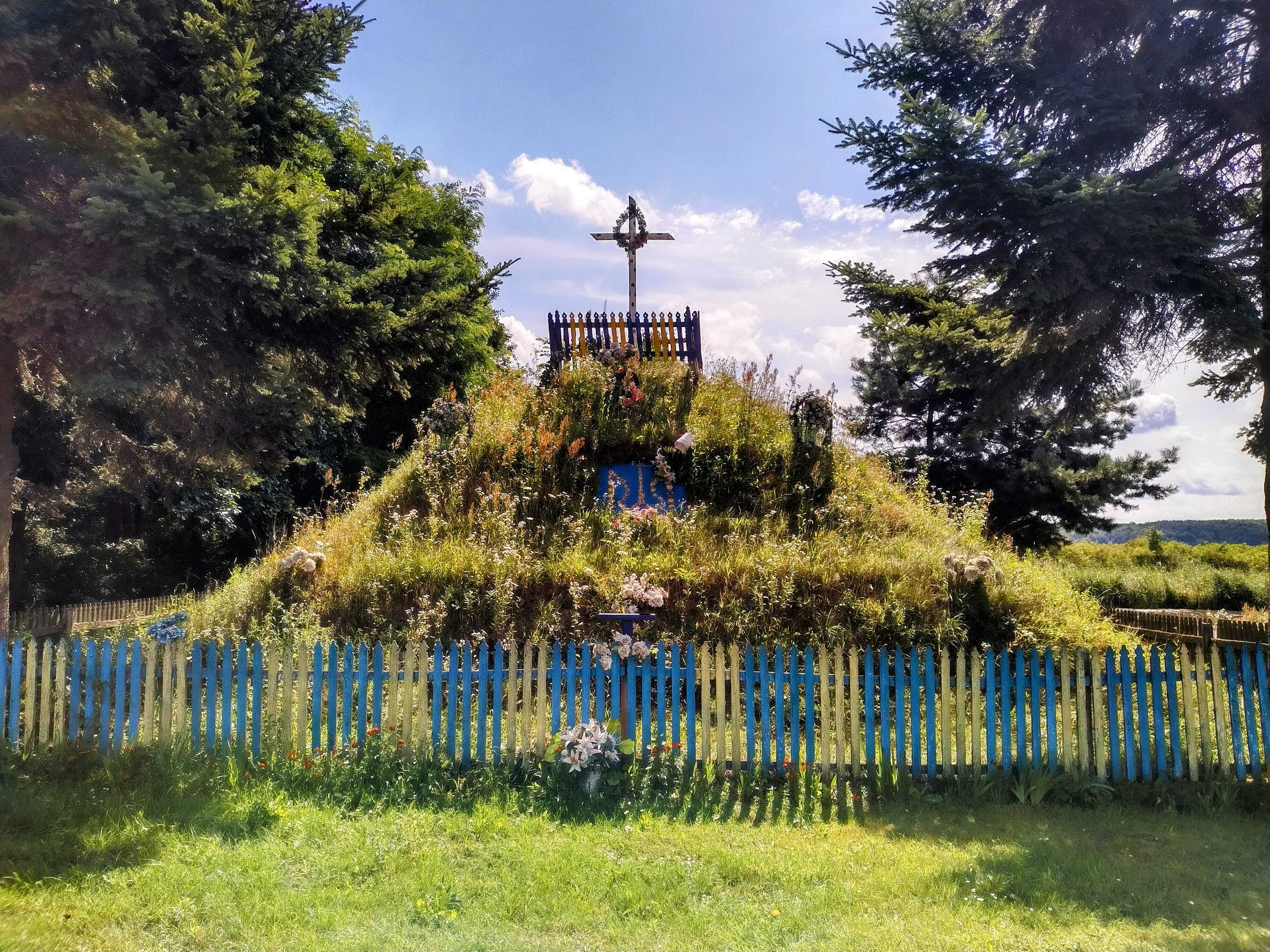
Меморіал "Борцям за волю України"
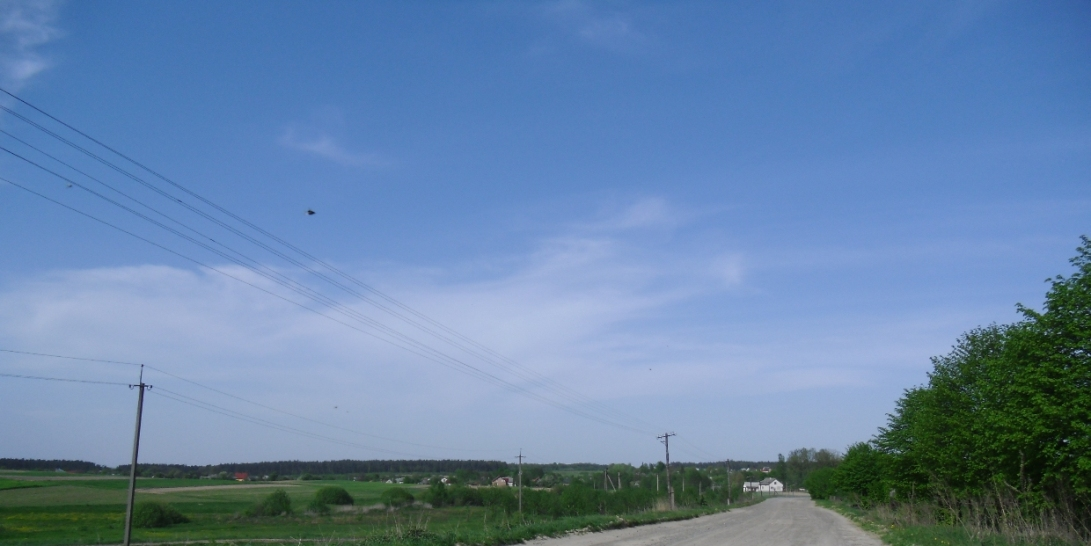
Дорога в Черчик

## Населення

### Мова
Розподіл населення за рідною мовою за даними :
| Мова       | Кількість | Відсоток |
| ---------- | --------- | -------- |
| українська | 886       | 99.67%   |
| російська  | 1         | 0.11%    |
| румунська  | 1         | 0.11%    |
| болгарська | 1         | 0.11%    |
| Усього     | 889       | 100%     |

## Церква Введення в Храм Пресвятої Богородиці
У селі була дерев'яна церква Введення Пресвятої Богородиці, збудована в 1712 році коштом Адама Держка та Івана Вусика. Це була тризрубна одноверха будівля четвериковий наметовий верх нави якої мав один залом. На жаль відомостей по церкві більше не має, оскільки у 1758 роках церква згоріла і всі документи теж згоріли. Історик Роман Турко у своєму досліджені пише, що коли у с. Ченилява задумали побудувати муровану церкву, то стару 1781 року продали громаді села Черчик. Стінопис та перенесений з Черниляви старий іконостас XVIII ст. реставрував у 1933-1934 маляр Олександер Харків. Церква Введення Пресвятої Богородиці стоїть на північ від центру села, на терасі схилу, незначно віддалена від забудови. Тризрубна, одноверха. Складається з вівтаря, до якого з півночі прибудована ризниця, ширшої нави і вужчого бабинця з прибудованим до західної стіни невеликим присінком. Невелике піддашшя присутнє тільки при стінах нави. З півдня до неї ведуть бічні двері. Стіни будівлі суцільно оббили пластиком. Маківка з ліхтарем вінчає баню, яка поставлена на світловий восьмерик. Вівтар вкритий двосхилим, а бабинець — трисхилим дахом. На південь від церкви розташована дерев'яна одноярусна дзвіниця, вкрита наметовим дахом. Її стіни оббиті фарбованими деревоволокнистими плитами.

Вночі 17 травня 1955 року перенесена з Чернилява до Черчика церква згоріла від удару блискавки. Про це розповідав довголітній паламар Ярослав. Церква в селі Черчику мала у вивінуванні 20 моргів ріллі і 13 моргів долин. До двора гр. Михайла Карніцького належали 79 моргів долин, 22 морги лугів і городів, 3 морги пасовищ і 6 моргів лісу; селяни мали 539 моргів ріллі, 204 морги лугів і городів, 153 морги пасовщ і 1 морг лісу. Церква Введення Пресвятої Богородиці була дочірною храму в с. Рогізно. У 1962 її закрила радянська влада. І лише у 1989 році Богослужіння тут було відновлене. Згодом мешканці Черчика відбудували храм на подобу старого. Отже можна зробити припущення, що громада не лише відновила зовнішній вигляд старої святині, але й під час відбудови використала від неї фрагменти, які вціліли після пожежі, як це зазвичай робилося. До сьогодні у дерев'яній церкві відбуваються святочні Богослужіння, де громада села приходить аби віддати шану Богу. Збоку біля дерев'яної церкви 30 вересня 2014 року о. Микола Балух та громада села почали будову нової церкви, яка вже на стадії завершення.

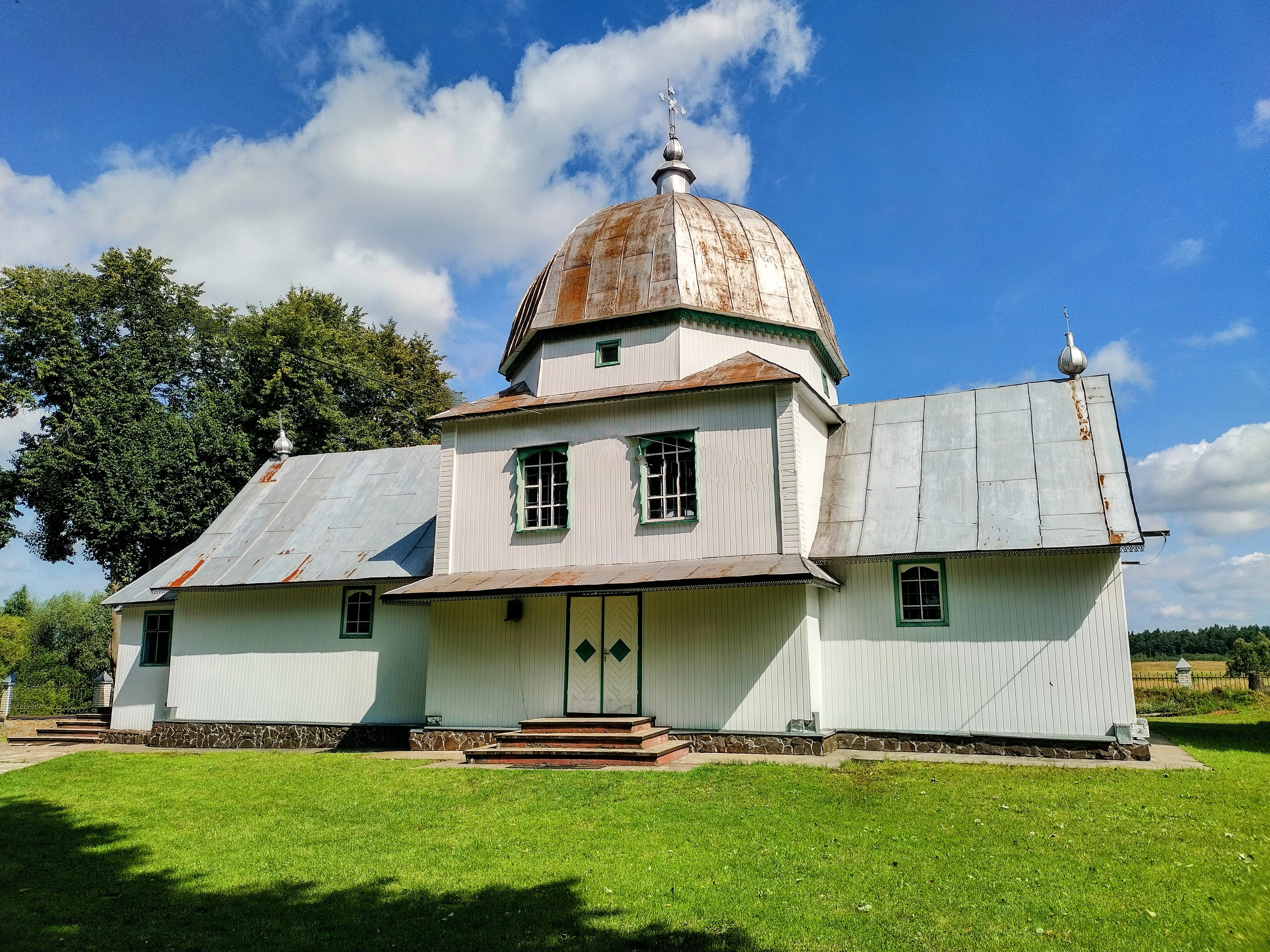
Дерев'яна церква Введення в Храм Пресвятої Богородиці
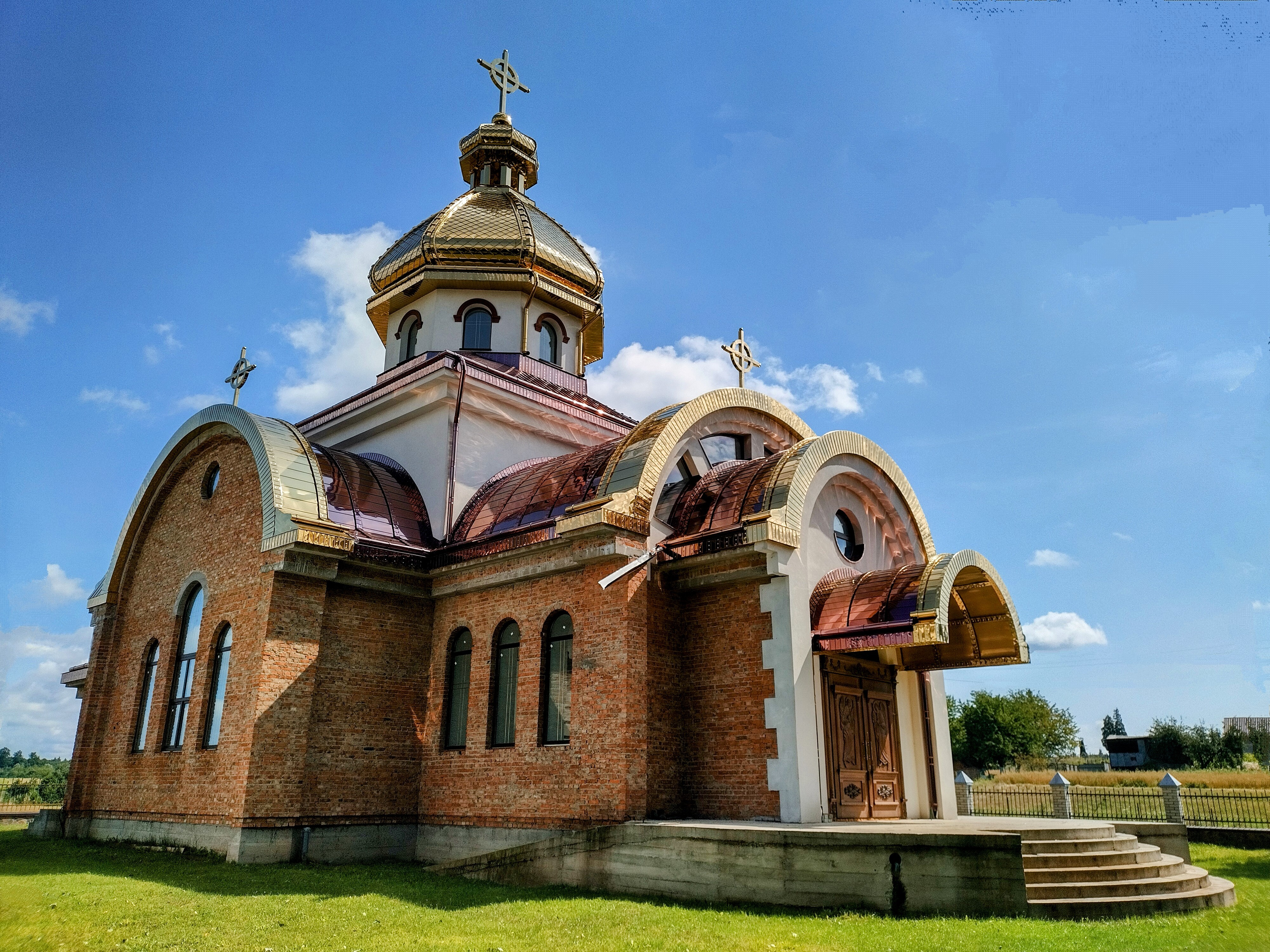
Мурована церква в стані будівництва